# Abiasz (królewicz izraelski)
Abiasz, Abijasz (ojcem moim jest Jahwe) – postać biblijna, królewicz izraelski, syn Jeroboama I, zmarł w dzieciństwie.
Opowiada o nim Pierwsza Księga Królewska. Gdy zachorował, jego matka udała się w przebraniu do proroka Achiasza z Szilo, aby zapytać się o dalsze losy dziecka. Achiasz jednak ją rozpoznał i przepowiedział, że dziecko umrze w momencie, kiedy ona powróci do domu. Miała to być kara za to, że Jeroboam I - po zdobyciu tronu - odwrócił się od Jahwe.
Zaraz po powrocie żony Jeroboama do Tirsy Abiasz zmarł.